# All for You (album de Janet Jackson)
Pour les articles homonymes, voir All for You.
Albums de Janet Jackson
The Velvet Rope
(1997) Damita Jo
(2004)
Singles
1. All for You
Sortie : 13 mars 2001
2. Someone to Call My Lover
Sortie : 26 juin 2001
3. Son of a Gun (I Betcha Think This Song Is About You)
Sortie : 11 décembre 2001
4. Come on Get Up
Sortie : 13 novembre 2002 (Japon)

All for You est le septième album studio réalisé par Janet Jackson le 24 avril 2001. 
L'album s'est classé numéro 1 du Billboard 200 à sa sortie en vendant plus de 698 000 exemplaires en première semaine. All For You s'est écoulé à plus de 3 millions d'exemplaires aux États-Unis et à environ 9 millions d'exemplaires dans le monde . 
Le titre majeur de cet album est la chanson éponyme All for You, qui a battu des records de vente. Ce titre a été le plus gros tube de l'année 2001 et a été n°1 du Billboard Hot 100 pendant sept semaines.

## Liste des titres
1. Intro – 0:59
2. You Ain't Right – 4:32
3. All for You – 5:29
4. 2wayforyou – 0:19
5. Come on Get Up – 4:47
6. When We Oooo – 4:34
7. China Love - 4:36
8. Love Scene (Ooh Baby) – 4:16
9. Would You Mind’’ – 5:31
10. Lame – 0:11
11. Trust a Try 5:16
12. Clouds – 0:19
13. Son of a Gun (I Betcha Think This Song Is About You) feat. Carly Simon - 5:56
14. Truth – 6:44
15. Theory – 0:26
16. Someone to Call my Lover – 4:32
17. Feels So Right – 4:42
18. Doesn't Really Matter – 4:24
19. Better Days – 5:05
20. Outro – 0:08

Bonus
1. Who – 3:45 (édition japonaise)